# 佐藤研吾
佐藤 研吾（さとう けんご、1989年2月12日 - ）は日本の建築家。神奈川県出身。 In-Field Studio主宰。
プロジェクトチーム「野ざらし」のメンバー（青木彬、中島晴矢）。

## 略歴
- 2011年 東京大学工学部建築学科卒業
- 2013年 早稲田大学大学院創造理工学研究科建築学専攻修士課程修了（石山修武研究室）
- 2015年 インド・Vadodara Design AcademyのAssistant Professor

## 受賞歴
- 2017年 第36回SDレビュー鹿島賞